# Каратяки
Каратяки (баш. Ҡаратәкә) — село в Кушнаренковском районе Башкортостана, входит в состав  Старотукмаклинского сельсовета.

## Население
| 2002 | 2009 | 2010 |
| ---- | ---- | ---- |
| 364  | ↗438 | ↘370 |

Национальный состав
Согласно Всероссийская перепись населения (2020—2021), преобладающие национальности —  татары (90 %), башкиры (10 %).

## Географическое положение
Расстояние до:
- районного центра (Кушнаренково): 20 км,
- центра сельсовета (Старые Тукмаклы): 10 км,
- ближайшей ж/д станции (Уфа): 73 км.

## Известные уроженцы и жители
- Аюпов, Риф Салихович (2 сентября 1939 — 28 января 2015) — советский и российский историк и педагог, доктор исторических наук, профессор, заслуженный работник высшей школы Российской Федерации (1998), почётный работник высшего профессионального образования Российской Федерации (2001)[5].